# Huyện Sunamganj
Sunamganj là một huyện thuộc division Sylhet, Bangladesh. Huyện này có diện tích 3670 km², dân số năm 2002 là 1968669 người, mật độ dân số là 536 người/km².